# Kramarovci
Kramarovci je naselje v Občini Rogašovci.